# جسر تاي

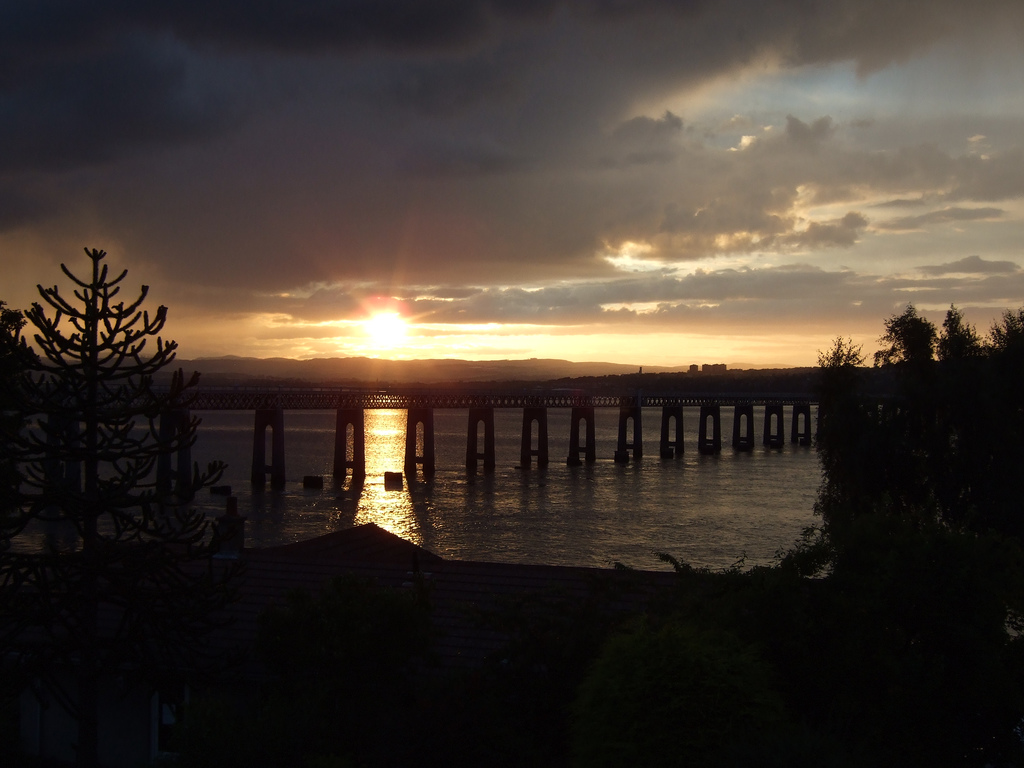
جسر تاي عند الغروب، اسكتلندا، 2007.

جسر تاي للسكة الحديد (بالإنجليزية: Tay Rail Bridge) هو جسر أُنشئ سنة 1889م لنقل القطارات بين مدينة داندي إلى فايف (Fife) ببريطانيا ويقع بقربه بقايا جسر تاي الأصلي المبني عام 1877 والذي انهار قبله بسنتين مخلفا كارثه رهيبة. والبناء مُدرَج (بالإنجليزية: Listed building) ومُصنف من الفئة الأولى (Grade I).

## نبذة تاريخية

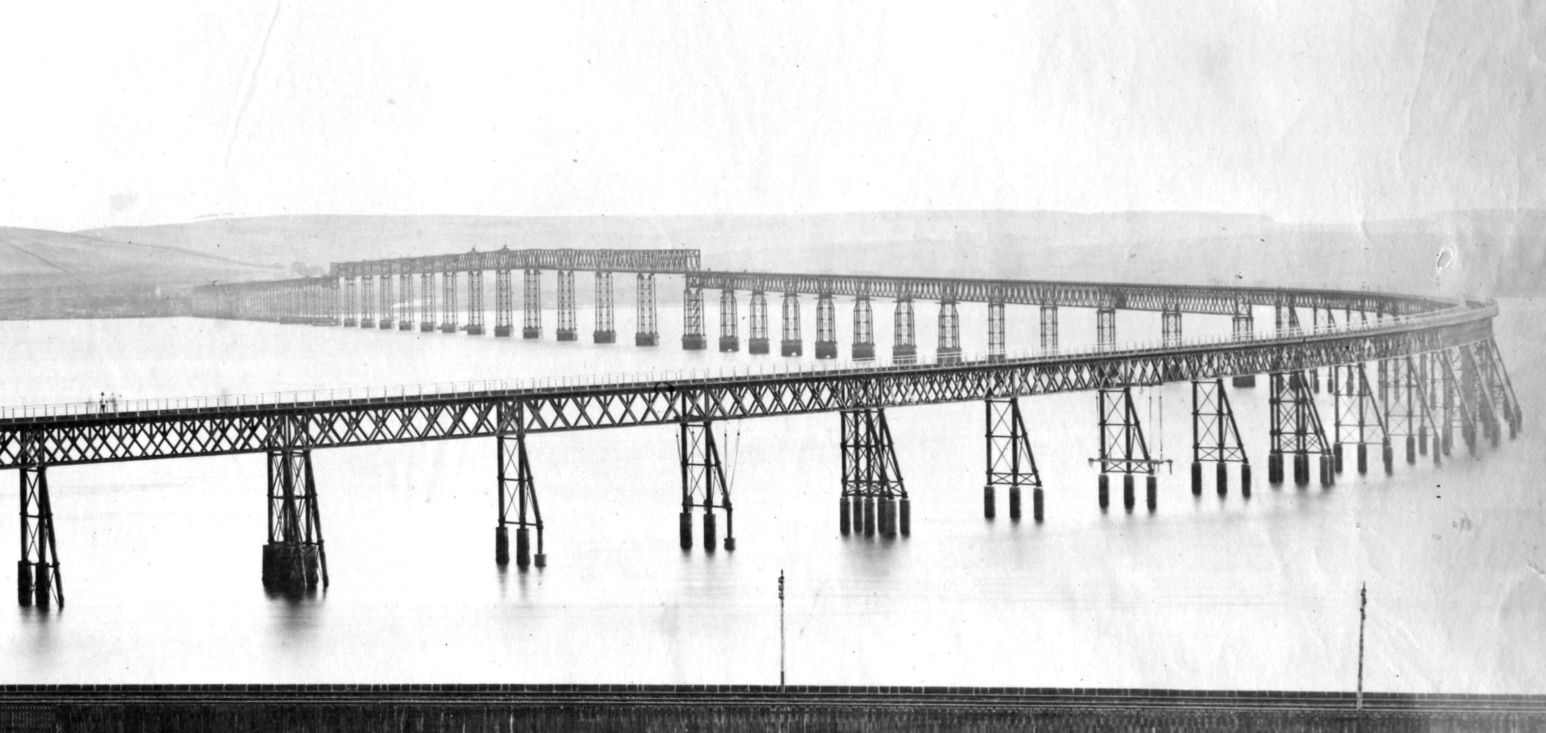
جسر تاي قبل انهياره عام 1879م.

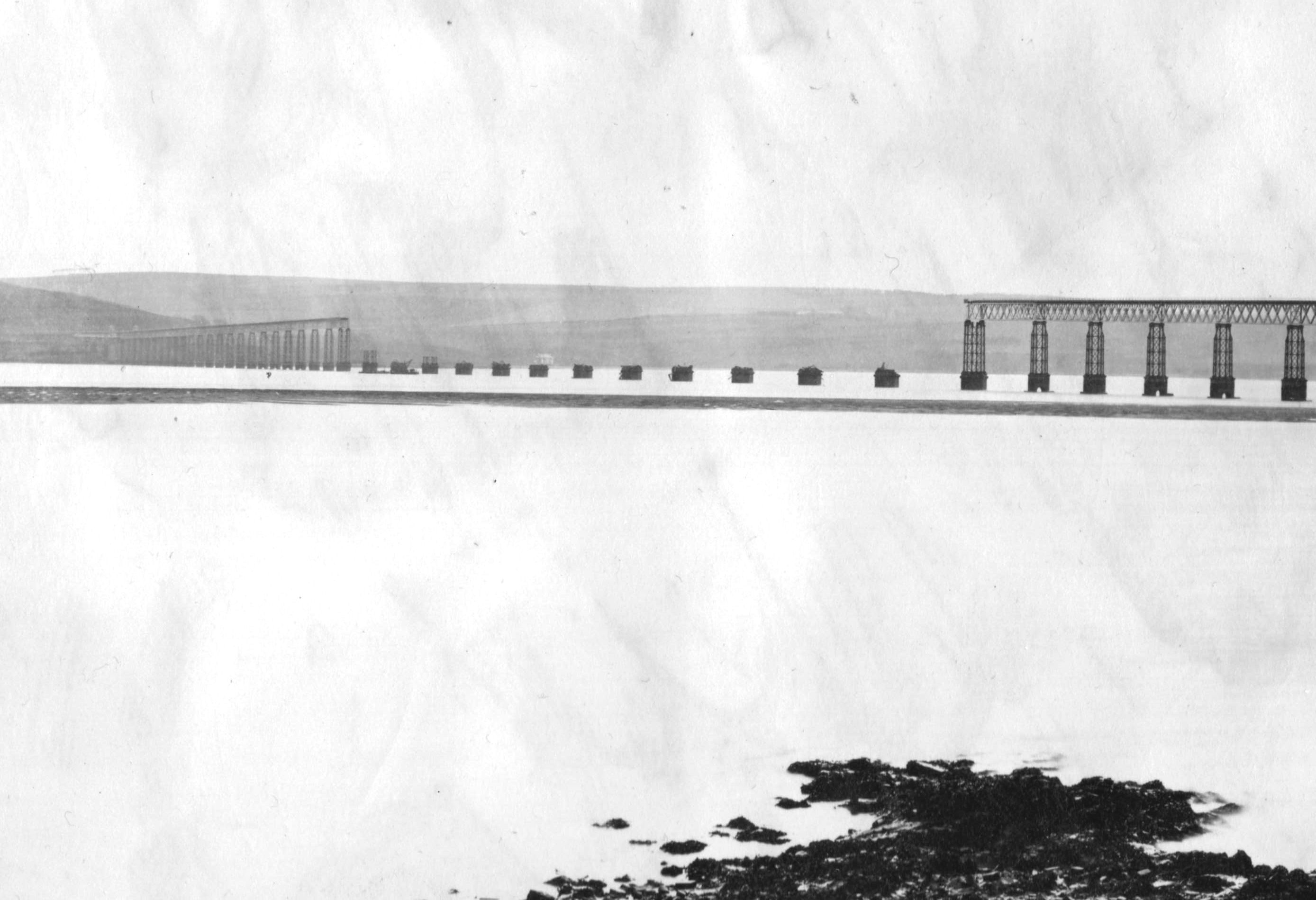
جسر تاي بعد انهياره.

أُنشيء جسر تاي سنة 1889 لنقل القطارات من فايف إلى داندي ببريطانيا ويقع بقربه بقايا جسر تاي الاصلي المبني في1877 وانهار بعده بسنتين.
كان طوله ميلين اثنين وأُعلن عن أنه انتصار للهندسة الفيكتورية. وقامت الملكة فيكتوريا بمنح توماس باوش منشئ الجسر لقب «سير».  لكن بعد مرور عامين من إنجازه وخلال عاصفة شتوية، إنهار الجزء الرئيسي للجسر وسقط قطار وبه 95 شخصا. لم يصب المجتمع المحلي وحده بالصدمة بل عالم الهندسة بأكمله، ورغم مرور أكثر من قرن على هذه الكارثة إلا أنه ما يزال لغزا حتى اليوم.
عُرف عن المهندس توماس باوش انجاز العديد من السكك الحديدية والجسور وكوّن شهرته من اقتصاده في انجازها وكذا صبه لجسور من عواميد حديدية تقطع أنهار إنجلترا.

## كارثة انهياره
انهار الجسر في ليلة عاصفة شتوية بسبب الرياح إلا انه تواجد العديد من النقائص الهندسية التي تعد السبب الرئيسي في الانهيار.
شُكلت العديد من اللجان الهندسية لتقصي الحقائق حول الانهيار غير المتوقع للجسر إلا أنها فشلت كلها، ومنها لجنة '''بيلدو سان مارتن ''' وذلك راجع لعدم جمع الأدلة عند وقوع الكارثة مباشرة.

## لجنة بيلدو
قام ديفيد كريكالدي العالم الفيزيائي الشهير في ذلك الوقت بترؤس هذه اللجنة ووصلت إلى هذه الحقائق وهي:
- لقد شُيد الجسر على نحو رديء، خصوصًا العارضتين الموجودتين في الوسط اللتان أنشأتا على نحو عال للسماح للسفن بالمرور.
- الغلطة الجسيمة التي وقع فيها وهي خطأ في المسح الطبوغرافي لقاع النهر.
- اعتمد توماس على الحديد المسبوك في الإنشاء، وذلك غير معقول، إذ كيف يمكن للجسر تحمل وزن القطار، ولكن لا أحد يعلم لما قام توماس بذلك.

ورغم كل ما وصلت إليه اللجنة إلى أن ذلك لم يفسر ما حدث، وذلك بسبب أن الهندسة الحديثة لا تقبل إلا بالمبررات العلمية الكاملة. شكل هذا اللغز مادة مثيرة لكافة الباحثين، حيث حاول عالم الرياضيات الإنجليزي 'بيلدو' فك هذا اللغز، حيث فسّر بيلدو ما حدث على النحو الآتي: إعتبر أساسًا ان القطار خرج عن الخط كانت تلك الرياح القوية السبب الرئيسي، اذ أنه عند هبوب الريح فانها تؤثر على الجهة العلوية للجسر، مما أثر سلبًا على مقاومة الجسر لوزن القطار الخارج عن السكة؛ تمامًا مثلما يحدث مع الطائرة عندما تنخفض أجنحتها فتصعد نتيجة قوة الرياح، هذا أمر بديهي لكنه غير مقنع. فالنظرية العامة لمقومة المواد هنا غير مجدية، ولكن الأمر الأكثر خطورة هو اكتشاف بيلدو أن أحد العارضتين قد سقطت، ومن ثمّ أعيد استعمالها في البناء، وذلك أمر غير مقبول في عالم الهندسة؛ بسبب احتمال العودة إلى الشكل الذي كانت عليه قبل البناء، وهذا ما يسمى في الهندسة المدنية بالتشوه المرن {\displaystyle 3*E} أو قانون هوك.
حل آخر قدمه عالم الرياضيات جون مارتن، حيث كان شغوفًا بحل الألغاز، وقد استعمل تحليلًا بنويًا على الحاسوب لمعرفة سر هذه الكارثة، بناءً على قطع الجسر المحطمة الموجودة لديه. هناك مبدأ معروف جدًا في الهندسة المدنية يعرف بشفرة أوكام يعتمد على مفهوم الاقتصاد والبساطة مع الامان وقد اعتمد جون على هذا المبدا في تفسيراته.
-قام جون في تحقيقه حول الحادثة بجلب تقرير من أحد اصدقاءه في المحكمة -لقد كان استعمال الحاسوب مهما في معرفة بعض التفسيرات وهذا ما اعتمد عليه وقام بدراسة شاملة للجسر كدراسة قوة المقاومة واحتمالات الانهيار للجسر بفعل رياح قوية.
توصل جون إلى ان القطار لم يكن ضروريًا لإسقاط الجسر وإنما كان الخطأ هو خطأ في الحسابات الهندسية، إضافة إلى خلل في الإنشاء، فقد كان من المفترض عند إنشاء الجسر تقوية الدعائم القطرية لمقاومة التشوهات، إضافة إلى توقعات كان لابد منها لمعرفة مقدار الانعطاف والانبعاج في الشيء إضافة إلى المعرفة كم ستبلغ قوة الرياح ومدى تاثيرها.
لذلك وعند الإنشاء فإن مزلاج العمود الرئيسي إمتد إلى العمود الثاني فقط بدل الحجرة المقاومة للماء، ولذلك عندما هبت الرياح إرتفع هذا العمود وهذه القاعدة، هذا ما يسمى بالخط القطري، وهو الخط الأكثر حمولة وثقلا وليس الأسفل بل الأعلى منه وقد سبب ذلك زياده في الحمولة القطريه وهو الذي سيسقط اولا وبعدها النظام باكمله.
في هذه النظرية تسببت الرياح في حملٍ إضافيٍ، مما سبب فشلًا في البدء من الأسفل إلى الأعلى، وتموجًا صاعدًا سبب الانهيار، وهذه النظرية رغم منطقيتاها إلا أنها تبقى غير كافية، وذلك لأن المهندس عليه الاعتماد على أحدث الأدلة والأكمل، بينما تعتمد هذه على أدلة عمرها أكثر نصف قرن.

## التحليل عن طريق الهندسة الجدلية
من رواد هذا التحليل بيتر لويس أستاذ في الهندسة من جامعة غلاسكو، ومفاد هذا التحليل ان كارثة هذا الجسر تشبه إلى حد ما كارثة تيتانيك من حيث المأساة، ولا تزال لحد الآن الأسوأ في عالم الهندسة.
تشير كل الأدلة إلى الاعتماد على التفسير الديناميكي المتردد لأنها الاقرب إلى المنطق بالرغم من التحاليل الحالية وتحاليل الحاسوب إلا أنه لا يمكن الاعتماد إلى على التحاليل التي لا تتغير على الجسم ولكن في الواقع الحياة أكثر تعقيدًا في الجزء الديناميكي، حيث بمجرد تأرجح بسيط مثلًا يمكن أن يسبب الانهيار، ومثال ذلك في جسر مضيق تكوما حيث أنه انهار بفعل رياح خفيفة إلى حد ما 50 كم/ساعة تقريبًا، وقد سببت ذبذبات ديناميكية ذات رنين مسموع أخذت تكبر وتكبر بفعل تخزين طاقة قوة الرياح لدرجة أن المواد في الجسر لم تعد تتحملها فحدث له الانهيار. وهذا مثال ممتاز لفشل ديناميكية التوازن ويُعتقد أن جسر تاي حدث له نفس الشيء.